# مزاد هولندي

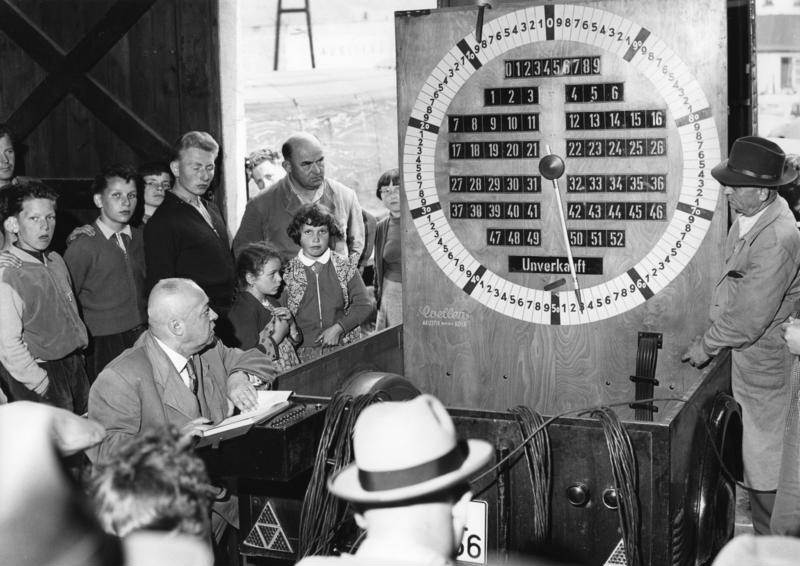

المزاد الهولندي (بالإنجليزية: Dutch Auction) هو نوع من أنواع المزاد، يبدأ فيه بائع المزاد بسعر طلب مرتفع، ثم يُخفَّض حتى يكون أحد المشتركين على استعداد لقبول سعر بائع المزاد، أو أن يكون هناك سعر محدد سلفاً (أدنى سعر مقبول للبائع) تم الوصول إليه، وبالتالي رابح المزاد يدفع آخر سعر معلن. يجب الإشارة إلى أن السعر المبدئي للسلعة يكون أعلى بكثير من قيمته، فالبائع لا يتوقع الحصول على هذا السعر لهذه السلعة.
فالمزاد الهولندي هو عملية عكسية للمزادات العادية، حيث يبدأ البائع بأدنى سعر ويبدأ المشتركين بزيادة عروضهم.
في بعض الأحيان، يستخدم المزاد الهولندي لوصف مزادات على الإنترنت تباع فيها العديد من السلع المتماثلة في وقت واحد لعدد متساو من مقدمي العروض العالية، حيث يبدأ البائعون العرض بالسعر الأدنى للسلعة الواحدة، وعدد السلع المتاحة للبيع، أما المشترون فيحددون سعر العطاء والكميات التي يرغبون في شرائها. المشترون الرابحون يدفعون الثمن نفسه لكل سلعة، والذي يعتبر أقل عرض ناجح (قد يكون هذا السعر أقل من بعض العروض).
يعرف المزاد الهولندي بـ «المزاد العلني على مدار الساعة» أو «الاحتجاج المفتوح لمزاد الأسعار التنازلي»

## المزاد الهولندي التقليدي
سمي مزاد الإنترنت الهولندي بهذا الاسم نسبة إلى «مزادات الزهور الهولندية» حيث كانت بدايته في القرن السابع عشر، في هولندا، عندما أعلن 5000 مزارع المزاد على باقات الزهور لـ 2000 مشتري واستخدموا لذلك عداد مرئي للجميع يعرض سعر البائعين المبدأي. بعد بضع ثوان، يشير العداد إلى سعر أقل. عندما يرغب المشترون أن يشتروا بالسعر المعروض، فإن عليهم الضغط على زر لقبول باقات الزهور عند هذا السعر.
في الوقت الحالي، أصبحت مزادات الزهور الهولندية تمارس على الإنترنت.

## متى يستخدم؟
يستخدم مزاد الهولندي إذا كان من الضروري أن يحدث المزاد في وقت قصير، عندما لا يتطلب المزاد أكثر من مجرد عرض واحد. لذا، فإن هذا النوع من المزاد ملائم للسلع سريعة التلف. فبالإضافة إلى استخدامه في مبيعات الزهور في هولندا، فإنه قد ا ستخدم أيضاً في السلع القابلة للتلف مثل السمك.

## مثال
قامت شركة لبيع السيارات المستعملة بمزاد على سيارة سعرها الابتدائي 15.000 دولار. خفض سعر السيارة إلى 14.000 دولار، 13.000 دولار، 12.000 دولار، 11.000 دولار ثم إلى 10.000 دولار. عندما وصل المزاد إلى 10.000 قرر المشتري س قبول هذا السعر. بما أنه مقدم العرض الأول فإنه يعتبر قد ربح المزاد وعليه دفع دولار 10.000 للشركة.

## مزاياه
1. السرعة، فالمزادات الهولندية تستغرق وقتا قليلا نسبياً لا تتجاوز يوماً.
2. مرونة العملية في حال بيع عدة سلع متماثلة.
3. فعال جداً. ففي مزاد الزهور الهولندي، بمعدل 50,000 معاملة أجريت يومياً لـ 15 مليون زهرة.
4. تفيد المشتري أكثر من أي نوع آخر من المزادات عن طريق دفع أدنى سعرعرض.